# Cintractiella diplasiae
Cintractiella diplasiae är en svampart som först beskrevs av Henn., och fick sitt nu gällande namn av M. Piepenbr. 2001. Cintractiella diplasiae ingår i släktet Cintractiella och familjen Cintractiellaceae.   Inga underarter finns listade i Catalogue of Life.